# 浄性寺 (関市)
浄性寺（じょうしょうじ）は岐阜県関市春日町にある阿弥陀如来を本尊とする浄土宗の寺院で、山号は真如山。中濃八十八ヶ所霊場6番札所である。
貞応元年（1222年）に西山善恵により開かれたと伝わる。天正18年（1590年）に記された太田一吉の書状によればこのころ御蔵場（現在の関市前町）から現在地に移転している。正保2年（1645年）に浄土宗西山派から浄土宗鎮西派へ移った。